# ويليام هنري كويك
ويليام هنري كويك (بالإنجليزية: William Henry Quick)‏ هو شخصية أعمال نيوزيلندي، ولد في 15 أكتوبر 1843، وتوفي في 13 سبتمبر 1911.